# 尼安德塔人：尋找失落的基因組

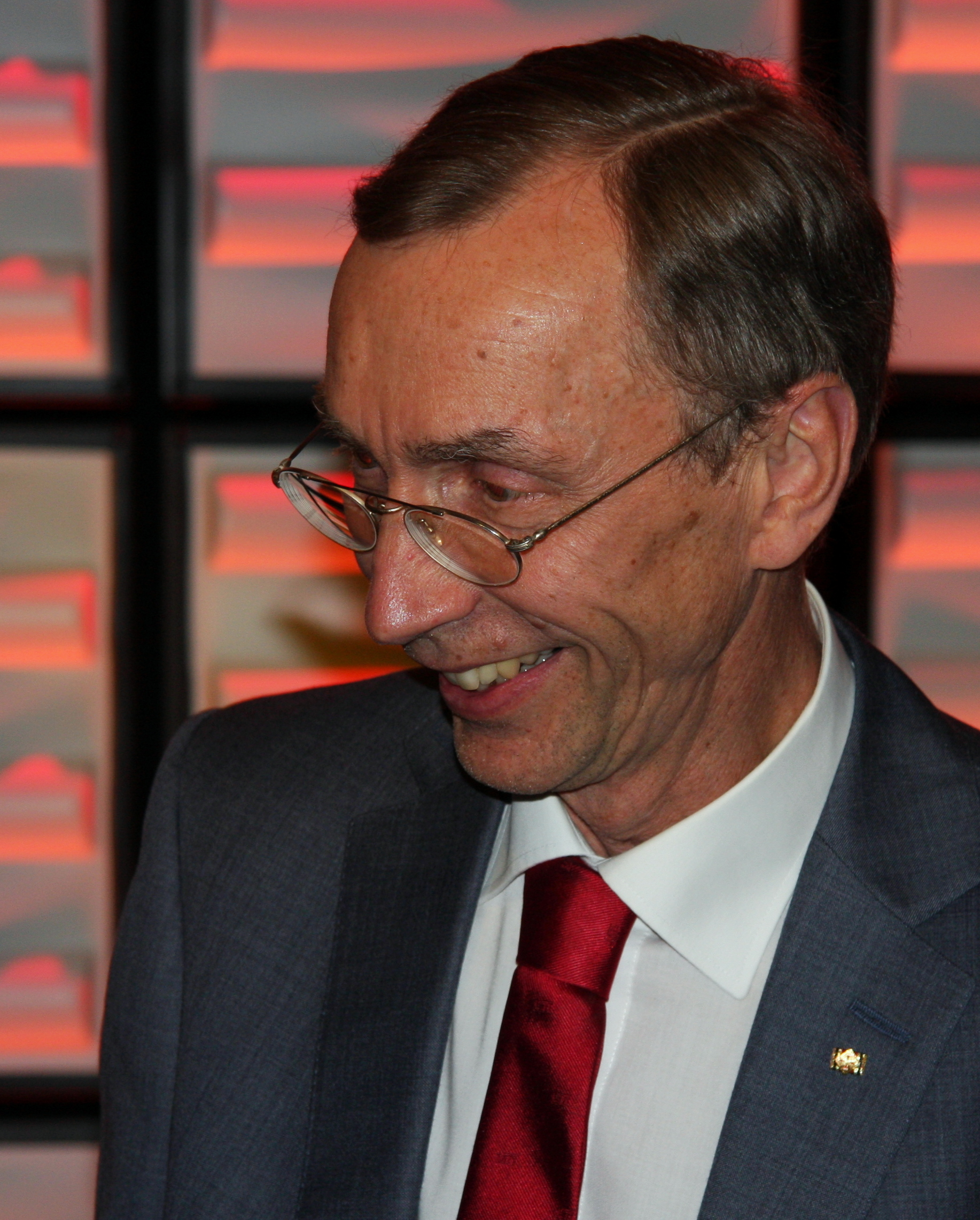
佩博在2014年諾貝爾會議上

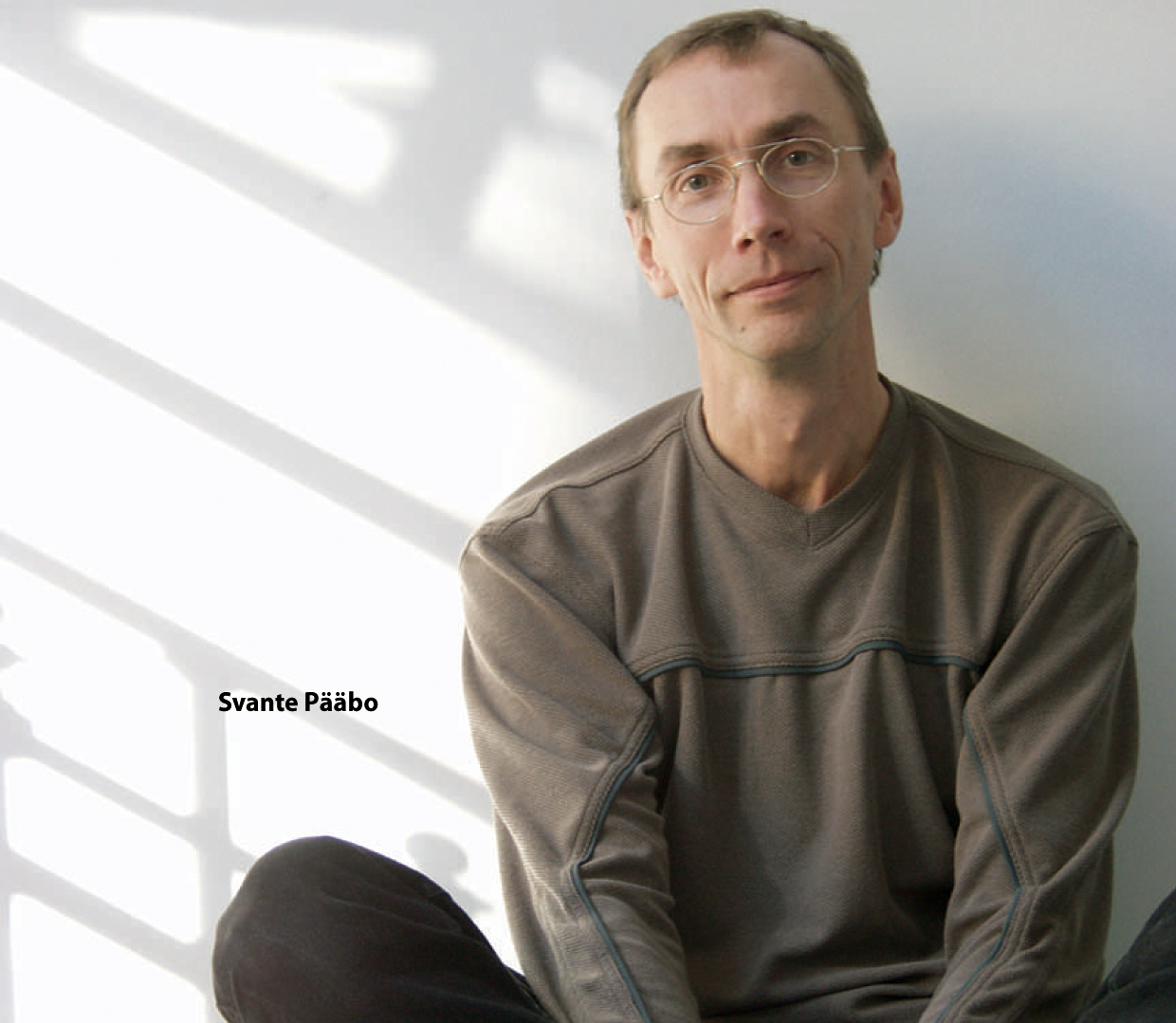
斯万特·帕博

《尼安德塔人：尋找失落的基因組》（英語：Neanderthal Man: In Search of Lost Genomes）是瑞典演化人類學者斯万特·帕博所著的一部书，出版于2014年。本书讲述了帕博對生活在欧洲和近东的尼安德塔人DNA的探索。此书以回忆录的形式写成，畅談了其25年來的研究歷程。

## 反响
科普作家卡尔·齐默在《紐約時報》撰文称其为“令人着迷的书”（"a fascinating account"）。

## 中文译本
- （简体中文）夏志 译：《尼安德特人》，浙江教育出版社，2018，ISBN 978-7-5536-7835-1
- （繁体中文）鄧子衿 译：《尼安德塔人（尋找失落的基因組——一場重建人類演化史的科學歷險）》，夏日出版，2015，ISBN 978-9-8691-0052-6